# 1928
1928 (MCMXXVIII) fue un año bisiesto comenzando en domingo según el calendario gregoriano.

## Acontecimientos

### Enero
- 1 de enero: en Sierra Leona (África) una ley del gobierno colonial británico prohíbe la esclavitud.
- 1 de enero: en Suiza, Edmund Schulthess asume como presidente.
- 1 de enero: en Viena (Austria) se estrena la ópera de jazz Johnny spielt auf.
- 6 a 7 de enero: el río Támesis se desborda a su paso por Londres, originando una de las mayores inundaciones de la capital británica. 14 muertos.
- 6 de enero: en Ciudad del Vaticano, el papa Pío XI rechaza cualquier tipo de propuesta ecuménica de las iglesias cristianas por considerarlas «intrigas peligrosas».
- 7 de enero: el foso de la Torre de Londres, vaciado desde 1843, se inunda completamente por la inundación de la marea.
- 8 de enero: en Rural Grove (estado de Nueva York) cae un FC-2 de Colonial Western Airways realiza un aterrizaje forzoso. Tres muertos.
- 9 de enero: en Francia, el PCF adopta la estrategia «clase contra clase».
- 12 de enero: el gobierno francés ordena arrestar a los diputados comunistas.
- 12 de enero: en Ossining (Estados Unidos) es ejecutada la asesina Ruth Snyder.
- 13 de enero: en Francia se inicia la construcción de la línea Maginot.
- 16 de enero (según otros, el 10): en la Unión Soviética, Stalin manda arrestar a León Trotski (uno de los creadores de la revolución socialista de 1917) y a otros 30 miembros de la oposición izquierdista. Trotski adopta la resistencia pasiva, pero es deportado a Alma-Atá, en Kazajistán (Asia Central).

### Febrero
- 6 de febrero: en Caracas (Venezuela) se realiza una rebelión estudiantil conocida como Generación del 28.
- 7 de febrero: entre Madrid y Barcelona se inaugura la primera expedición postal aérea.
- 8 de febrero: Plutarco Elías Calles visita al pueblo de Espinazo a una curación con el Niño Fidencio, famoso curandero mexicano.
- 9 de febrero: en Nicaragua, el general Augusto César Sandino y 6000 guerrilleros emprenden una aplastante ofensiva contra las tropas estadounidenses que ocupan el país. El liberal José María Moncada gana las elecciones (entrará en funciones el 1 de enero de 1929).
- 10 de febrero: entre Alemania y los Estados Unidos se establece la primera conexión telefónica inalámbrica.
- 11 al 19 de febrero: en St. Moritz (Suiza) se celebran los Juegos Olímpicos de Invierno.
- 12 de febrero: en Inglaterra un intenso granizo mata a 11 personas.
- 13 de febrero: en Barcelona (España) tiene lugar el Primer Campeonato de Maratón, celebrado entre Barcelona y Castelldefels.
- 13 de febrero: se estrena la película Cuatro hijos, dirigida por John Ford.
- 14 de febrero: salen a la luz datos que reflejan que cada español ingiere poco más de 17 kg de carne al año, lo cual implica que la ciudad de Londres consume un 24 % más que toda España.
- 16 de febrero: en España, el hostelero Rodolfo Lussnigg crea la denominación «Costa del Sol» para la promoción turística de la costa almeriense.
- 19 de febrero: Malcolm Campbell establece la supermarca de velocidad automovilística en 333,06 km/h.
- 20 de febrero: en Tokio (Japón) se celebran las primeras elecciones por sufragio universal.
- 20 de febrero: en La Habana (Cuba) se clausura la VI Conferencia Panamericana.
- 20 de febrero: en Washington (Estados Unidos), el senado desbloquea las propiedades alemanas embargadas durante la Primera Guerra Mundial.
- 20 de febrero: en Barcelona se estrena la película Don Quijote de la Mancha, dirigida por Lau Lauritzen Sr..
- 22 de febrero: el piloto australiano Bert Hinckler, con una avioneta dotada de un motor de automóvil, cubre en 16 días los 16 000 km que separan Londres de Port Darwin (Australia).
- 23 de febrero: en España, la reforma del Código Penal agrava las sanciones para delitos de fraude y especifica los de timo y chantaje.
- 23 de febrero: en México se produce una gran manifestación estudiantil contra la intervención de Estados Unidos en Nicaragua.
- 25 de febrero: en Washington D. C. (Estados Unidos) la empresa Charles Jenkins Laboratories obtiene la primera licencia de televisión, de la Comisión Federal de Radio.
- En Japón se abre la Facultad de Medicina Kyūshū (Universidad Kurume).
- En Italia se disuelven las organizaciones juveniles católicas. El Estado y las organizaciones fascistas monopolizan la enseñanza.

### Marzo
- 2 de marzo: 
  - en Budapest (Hungría) se estrena la opereta Der Gatte des Fräuleins de Paul Abraham.
  - fallece el expresidente colombiano Jorge Holguín.
- 3 de marzo: España y Francia firman un acuerdo acerca del Tánger (invadido por ambos países).
- 8 de marzo: en Francia, Marcel Bleustein-Blanchet crea la agencia Publicis.
- 12 de marzo: en el norte de Los Ángeles (California) se derrumba la represa St. Francis-Talsperre. Mueren 400 personas.
- 12 de marzo: Malta se convierte en dominio británico.
- 21 de marzo: el gobierno estadounidense entrega a Charles Lindbergh la Medalla de Honor por su primer vuelo transatlántico.
- 22 de marzo: España se reincorpora a la Sociedad de Naciones.
- 22 de marzo: en México se produce un violento terremoto.
- 22 de marzo: en la Unión Soviética, los campesinos protestan contra la escasez de abastecimientos.
- 23 de marzo: en Perú, José Carlos Mariátegui abandona el APRA y funda el Partido Comunista Peruano.
- 24 de marzo: en Managua (Nicaragua), se firma el Tratado Esguerra-Bárcenas sobre cuestiones territoriales marítimas entre Colombia y Nicaragua.
- 31 de marzo: en Francia, la ley Painlevé fija en un año la duración del servicio militar obligatorio.
- en Francia se decreta la ley sobre el seguro social obligatorio en la industria y el comercio (modificada en 1930).
- en Francia, Hasan al-Banna, un joven estudiante del delta del Nilo, discípulo de Rida, funda la asociación de Hermanos Musulmanes para «promover el bien y evitar el mal».

### Abril
- 1 de abril: Los incidentes durante el partido de fútbol Bélgica-Países Bajos, celebrado en Amberes, causan 30 heridos.
- 7 de abril: Insurrección militar en Venezuela en contra de la dictadura de Juan Vicente Gómez.
- 8 de abril: en Perú se juega el primer Clásico del fútbol peruano entre los equipos de Alianza Lima y Universitario de Deportes.
- 10 de abril: en China comienza la segunda Expedición del Norte. Los nacionalistas toman Tsi-nan (Shandong).
- 10 de abril: en Chicago (Estados Unidos) las elecciones primarias del Partido Republicano son precedidas por atentados con bombas y asesinatos.
- 12 de abril: en la inauguración de una feria en Milán (Italia) se realiza un ataque con bomba contra el rey Víctor Manuel III (dictador de Italia): 17 transeúntes muertos.
- 14 de abril y 18 de abril: Dos terremotos de 7,1 sacuden el centro de Bulgaria en respectivos días dejando 127 fallecidos y 70,000 edificios destruidos.
- 18 de abril: en Portugal, António de Oliveira Salazar es nombrado ministro de Finanzas del gobierno del coronel José Vicente de Freitas. Los militares muestran su incapacidad de manejar el país. El escudo portugués se reequilibra.
- 22 de abril: en Grecia, un terremoto destruye Corinto. 200 000 edificios destruidos.
- 22 a 29 de abril: en Francia vence la coalición gubernamental dirigida por Raymond Poincaré en las elecciones legislativas. El PCF practica la táctica «clase contra clase» y se niega a desistir en la segunda vuelta a favor de los socialistas (1928 y 1932).
- 28 de abril: en Río de Janeiro (Brasil) se funda la escola de samba Estação Primeira de Mangueira.

### Mayo
- 8 de mayo: en la Ciudad del Vaticano: el papa Pío XI publica la encíclica Miserentissimus Redemptor.
- 11 de mayo: en los Estados Unidos se inaugura el primer servicio analógico de televisión.
- 13 de mayo: parte de Bruselas (Bélgica) la cruzada Blanca transafricana con destino a Ciudad del Cabo sobre motos FN.
- 14 de mayo: en Chachapoyas, Perú se registra un terremoto de 7,2 que deja 25 fallecidos.
- 15 de mayo: en los Estados Unidos se estrena el corto animado Plane Crazy (‘simplemente loco’ o ‘loco avión’), presentando por primera vez a Mickey Mouse junto con su novia Minnie Mouse.
- 15 de mayo: en Australia comienza el Servicio Médico Aéreo (que aún hoy sigue en funcionamiento bajo el nombre de Royal Flying Doctor Service (Servicio Real de Médico Volador).
- 17 de mayo: en España y Portugal se inaugura el servicio telefónico entre ambos países.
- 17 de mayo: en Italia, una ley instituye el Fondo Autónomo Estatal de Carreteras, encargado de la construcción de autopistas.
- 20 de mayo: en Alemania vencen los social-demócratas en las elecciones legislativas. Retroceso de la derecha. El partido nazi (NSDAP) de Adolf Hitler obtiene 12 escaños (810 000 votos, el 2,6 %). La derecha se radicaliza. El jefe nacionalista, el conde Westarp, es reemplazado por Alfred Hugenberg, empresario pangermanista que trata de utilizar el movimiento nazi para su beneficio.
- 20 de mayo: en la fábrica Stolzenberg (en Hamburgo) se produce un escape de gases por derrame de fosgenos: 10 muertos y 150 heridos.
- 21 de mayo: tiene lugar la Masacre de la Pobla de Pasanant, donde un loco asesina a varios niños con una escopeta.[1]
- 23 de mayo: en Buenos Aires (Argentina) se produce un ataque con bomba contra el consulado italiano: 22 muertos y 41 heridos.
- 24 de mayo: en Vall de Ribes (el Ripollés, Cataluña) comienzan las obras de tren cremallera de Nuria, desde Ribas de Freser a Queralbs y Nuria (que se inaugurará el 22 de marzo de 1933).
- 25 de mayo: durante el viaje hacia el Polo Norte cae el dirigible Italia del general italiano Umberto Nóbile. Las operaciones de rescate movilizan a media Europa y le cuestan la vida a Roald Amundsen.
- 28 de mayo: el gobierno italiano condena de 37 dirigentes comunistas, entre ellos Antonio Gramsci y Umberto Terracini.
- en Francia se inaugura el primer Salón de los Independientes de la fotografía.

### Junio
- 2 de junio: en China: Zhang Zuolin evacua Pekín hacia Manchuria (morirá el 3 o 4 de junio en Mukden, víctima de un atentado). Le sucede su hijo Zhang Xueliang.
- 4 de junio: en París, Gustav Hartmann, el «Eiserne (férreo) Gustav» gana una carrera de caballos.
- 8 de junio: en China, los nacionalistas entran en Pekín. Fin de la guerra civil.
- 11 de junio: en Viena (Austria) comienza una huelga de médicos.
- 12 de junio: en Alemania renuncia el canciller Wilhelm Marx.
- 14 de junio: en Rosario (Argentina) los estudiantes toman la Facultad de Medicina y el Hospital Centenario.
- 16 de junio: en China, Chiang Kai-shek anuncia la transferencia de la capital desde Pekín a Nankín.
- 18 de junio: llega al Reino Unido (después de un vuelo de un día entero) la aviadora estadounidense Amelia Earhart, que se convierte en la primera mujer en sobrevolar el Atlántico.
- 18 de junio: en el Ártico desaparece el explorador noruego Roald Amundsen cuando trataba de localizar el dirigible del italiano Umberto Nóbile.
- 20 de junio: en Yugoslavia un diputado montenegrino del parlamento mata a disparos al opositor croata Stjepan Radić y hiere a tres de sus colegas. La comisión parlamentaria croata se retira del Parlamento y organiza un régimen separatista en su capital Zagreb. La guerra civil parece inminente pero nadie osa tomar la responsabilidad de la secesión.
- 20 de junio: en España se funda el club de fútbol Real Valladolid.
- 21 de junio: la ciudad de Pekín (China) es rebautizada Peiping (‘país del Norte’).
- 21 de junio: se funda el Club Atlético Alvarado, equipo de la cuarta división del fútbol argentino
- 22 de junio: en China comienza la ofensiva nacionalista contra los comunistas.
- 24 de junio: en Alicante se celebran las primeras Hogueras de San Juan con el nombre de Fogueres de San Joan
- 24 de junio: un aeroplano sueco rescata a parte de la expedición italiana al Polo Norte, incluido el general Umberto Nóbile.
- 24 de junio: en Francia, Raymond Poincaré emite una ley para estabilizar el franco francés a la quinta parte de su peso desde 1914 (100 antiguos francos=6, 55 gramos de oro).
- 28 de junio: en Alemania, el socialista Hermann Müller (SPD) es nombrado canciller y forma un gabinete de coalición.
- 28 de junio: en Canadá, en los trolebuses de la empresa Great Gorge and International Railway comienzan a utilizar un solo hombre para manejar y cobrar el pasaje simultáneamente.
- 29 de junio: en Houston (Texas), el gobernador del estado de Nueva York Alfred E. Smith se vuelve el primer católico nominado para presidente por un partido político importante (el partido Demócrata).
- en Siria se celebran las primeras elecciones. La primera reunión de la asamblea constituyente da la presidencia a los nacionalistas. La asamblea opta por un régimen republicano parlamentario y demanda la unidad de Siria. Francia, hostil a este proyecto, lo rechaza hasta febrero de 1929.

### Julio
- 2 de julio: en el Reino Unido (formado por los países de Inglaterra, Gales, Escocia e Irlanda del Norte), las mujeres obtienen el derecho al voto.
- 3 de julio: el inventor escocés John Logie Baird muestra la primera transmisión televisiva en colores.
- 6 de julio: frente a la costa de punta Morguillas (Chile), 643 km al sur de Santiago de Chile, se hunde durante una tormenta el buque carguero Angamos, dejando 283 muertos y 8 supervivientes.
- 6 de julio: en Potter (estado de Nebraska) se registra el granizo más grande de su historia.
- 8 de julio: el dirigible LZ 127 es nombrado Graf Zeppelin.
- 9 de julio: en la provincia de Misiones (Argentina) se funda oficialmente la villa de Oberá.
- 12 de julio: en el Ártico, el rompehielos soviético Krasin salva al resto de los náufragos italianos.
- 12 de julio: en la localidad estadounidense de Pine Barrens (Nueva Jersey) muere el aviador mexicano Emilio Carranza cuando volvía de un vuelo de buena voluntad a Nueva York.
- 13 de julio: en Francia, Louis Loucheur (ministro de Trabajo y Provista Social) establece una ambiciosa ley para construir viviendas sociales para remediar la crisis de vivienda de la época. A lo largo de cinco años, se construirán 0.26 millones de viviendas.
- 17 de julio: en México, un tal José León Toral asesina al reelecto presidente Álvaro Obregón. Sobreviene un período más conservador y reaccionario, el Maximato, al que sucederán tres presidentes ―Emilio Portes Gil (entre 1928 y 1930), Pascual Ortiz Rubio (entre 1930 y 1932) y Abelardo L. Rodríguez (entre 1932 y 1934)― títeres del «jefe máximo» Plutarco Elías Calles.
- 18 de julio: en la localidad española de Canfranc (provincia de Huesca), se inaugura el ferrocarril transpirenaico.
- 20 de julio: en el río Magdalena (Colombia) a mitad de camino de los 9 km entre los pequeños puertos de Sitionuevo y Remolino, 42 km al sur de la ciudad de Barranquilla (en la desembocadura del río Magdalena en el mar Caribe) explota la cañonera a vapor Hércules, de la Armada Nacional de Colombia, que patrullaba el río Magdalena. Mueren 51 marineros y oficiales. La explosión se atribuye al desgaste de las calderas tras 44 años de servicio.
- 24 de julio: en el mar del Norte, cerca de la localidad neerlandesa de Waalhaven (cerca de Róterdam), cae un avión KLM Fokker F‑3.
- 24 de julio: en Río de Janeiro (Brasil), el presidente Washington Luís crea la Polícia das Estradas (‘policía de las carreteras’), hoy Polícia Rodoviaria Federal.
- 25 de julio: Estados Unidos retira sus tropas de territorio chino.
- 26 de julio: en Nueva York (Estados Unidos), el boxeador Gene Tunney conserva su título de campeón del mundo de los pesos pesados contra Tom Heeney.
- 27 de julio: en Reino Unido, Tich Freeman se vuelve el primer jugador de críquet que toma 200 wickets de primera clase antes del final de julio.
- 28 de julio: en Ámsterdam (Países Bajos) se realiza la ceremonia oficial de apertura de los Juegos Olímpicos. Se reúnen 3000 atletas de 45 países.
- 31 de julio: en las Olimpíadas de Ámsterdam, Elizabeth Robinson vence los 100 m. Es la primera campeona  femenina de atletismo ligero en la historia de las Olimpíadas.
- 31 de julio: en Panamá, el nadador Richard Halliburton es el primer hombre en cruzar a nado desde el mar Caribe hasta el océano Pacífico (a través del canal de Panamá).

### Agosto
- 6 de agosto: en el mar Adriático (Italia) naufraga el submarino F 14 al chocar con el torpedero italiano Giuseppe Missori. Se rescata a los 21 marinos.
- 12 de agosto: en Moscú (Unión Soviética) se desarrollan las Espartaquiadas de la Internacional Roja del deporte, como manifestación contra las Olimpíadas.
- 12 de agosto: Fundación de Deixa Falar, primera escuela de samba de Brasil.
- 15 de agosto: en Paraguay José Patricio Guggiari es elegido presidente (hasta 1932). Nacionalista, llevará a los paraguayos a la guerra contra Bolivia, que marcará la victoria paraguaya sobre este país.
- 16 de agosto: en los Estados Unidos, el asesino Carl Panzram es arrestado en Washington después de haber matado a unas 20 personas.
- 19 de agosto: Grecia: Eleftherios Venizelos, toma el poder e intenta estabilizar el país (1928-1932).
- 23 de agosto: en Vigo, España, se funda el Real Club Celta de Vigo.
- 25 de agosto: en Albania, Ahmet Zogu se autoproclama rey Zog I. Será coronado el 1 de septiembre.
- 27 de agosto: en París (Francia), quince países (entre ellos Estados Unidos y Japón) firman el Pacto Briand-Kellogg, el primero en condenar el recurrir a la guerra, y trata de evitar la guerra fuera de la ley.
- 29 de agosto: en Tegucigalpa (Honduras) se funda el Club Deportivo Motagua.
- 31 de agosto: en Berlín se estrena la Ópera de los tres centavos de Bertolt Brecht, con música de Kurt Weill.
- 31 de agosto: Turquía acuerda adoptar el alfabeto latino y abandonar el árabe.
- 31 de agosto: Comienza el año normal del Plan Dawes, durante el cual las obligaciones del reich se incrementan hasta los 2500 millones de marcos.
- 31 de agosto: La exposición de radio de Berlín presenta el televisor de Denes von Ihaly, con una resolución de 30 líneas.

### Septiembre
- 1 de septiembre: en los Estados Unidos, Richard Byrd sale de Nueva York hacia el Polo Norte.
- 1 de septiembre: en Albania, Ahmet Zogu es coronado rey Zog I.
- 2 de septiembre: en Italia se realiza una nueva reforma electoral fascista. El Gran Consejo del Fascismo establece una lista de candidatos propuestos por los sindicatos y las diferentes asociaciones de importancia nacional. Los electores son obligados a votar sin poder introducir ninguna modificación a la ley.
- 3 de septiembre: en París (Francia) se inaugura el puente de hormigón armado de la calle Lafayette.
- 4 de septiembre: en los Estados Unidos, un Super U de la Aviación de Parques nacionales realiza un aterrizaje forzoso: 7 muertos.
- 9 de septiembre: en los Monza, durante la celebración del Gran Premio de Italia, el piloto Emilio Materassi pierde el control de su coche y se lanza contra los espectadores, muriendo y provocando 27 muertes y varios heridos.[2]
- 13 de septiembre: se funda el CD Alcoyano en la ciudad de Alcoy.
- 14 de septiembre: en Francia se crea el Ministerio del Aire.
- 15 de septiembre: en el Reino Unido, el jugador de críquet Tich Freeman marca el récord de todos los tiempos por el número de wickets tomados en una temporada británica.
- 16 de septiembre: en Florida (Estados Unidos), el Huracán San Felipe II mata al menos 2500 personas.
- 22 de septiembre: en Francia se instala la central Carnot (primera central telefónica automática).
- 23 de septiembre: en Perú se juega por primera vez el Clásico del fútbol peruano.
- 23 de septiembre: en Madrid, se produce un incendio en el Teatro Novedades, destrozándolo completamente y provocando 80 muertos y más de 200 heridos.[3]
- 24 de septiembre: los incidentes en el Muro de los Lamentos (en Jerusalén) entre árabes y judíos degenera en pogroms.
- 27 de septiembre: nacimiento de la línea 59 de colectivos en Argentina.
- 28 de septiembre: en Italia se funda la Federación Italiana de Rugby (FIR).

### Octubre
- 1 de octubre: en la Unión Soviética, Stalin lanza el primer plan quinquenal de industrialización: se prioriza la industria pesada (al final del plan habrá aumentado un 273 %). Colectivización forzada de los campos.
- 2 de octubre: en España, san Josemaría Escrivá funda el Opus Dei.
- 2 de octubre: en Suecia, el Partido Conservador obtiene el poder (1928-1932).
- 4 de octubre: en China se firma una nueva constitución.
- 7 de octubre: en Etiopía, Haile Selassie (también llamado Ras Tafari) es coronado negus (rey, todavía no emperador) de Abisinia.
- 7 de octubre: en Perú se funda el primer partido comunista.
- 10 de octubre: en China, Chiang Kai-shek es elegido presidente de la república. El Guomindang se convierte en el partido único de todo el país.
- 12 de octubre: En Argentina, Hipólito Yrigoyen es elegido presidente (hasta 1930).
- 12 de octubre: en el Hospital de Niños de la ciudad estadounidense de Boston (Massachusetts) se usa por primera vez un respirador artificial.
- 13 de octubre: en Dinamarca: María Fiódorovna, Emperatriz Viuda de Rusia, madre del último Zar Nicolás II fallece a la edad de 80 años en el Palacio Hvidøre, Dinamarca.
- 19 de octubre: en el Penal de San Quintín (Estados Unidos) William Edward Hickman es ejecutado por el asesinato de Marian Parker (en 1927).
- 22 de octubre: en San Juan (Puerto Rico) se funda la fraternidad Fi Sigma Alfa, imitando los grupos secretos de estudiantes universitarios estadounidenses.
- 24 de octubre: en Barcelona se inaugura el funicular de Montjuïc.
- 28 de octubre: en Indonesia se reúnen los delegados a un Congreso de la Juventud, en nombre de una nación indonesia y una lengua indonesia (bahasa, derivada del malayo).

### Noviembre
- 4 de noviembre: en el hotel Park Central en Manhattan (Estados Unidos), Arnold Rothstein, el jugador de póquer más notorio de Nueva York, es asesinado a tiros durante un juego.
- 4 de noviembre: en Francia los radicales se separan de la Unión Nacional (golpe de Angers).
- 6 de noviembre: en Francia cae Raymond Poincaré, presidente del Consejo.
- 6 de noviembre: en Suecia comienza la tradición de comer pastelitos Gustavo Adolfo para conmemorar al rey guerrero (que falleció en esta fecha en 1632).
- 6 de noviembre: Elecciones presidenciales de Estados Unidos de 1928. El republicano Herbert Hoover resulta vencedor de los comicios frente al demócrata Alfred Smith con una ventaja de 294 votos electorales frente a los 237 de los demócratas.
- 8 de noviembre: en Francia, los diputados autonomistas alsacianos son despojados de su mandato.
- 10 de noviembre: en Japón, Hirohito (Shõwa) es coronado emperador.
- 10 de noviembre: en Rumanía se celebran elecciones libres. El partido nacional obtiene una mayoría aplastante sobre el partido Liberal (en el poder). Iuliu Maniu se convierte en primer ministro, y favorece el retorno del exilio del príncipe heredero.
- 10 de noviembre: en Berlín (Alemania), la revista Vossische Zeitung publica la novela Im Westen nichts Neues de Erich Maria Remarque.
- 11 de noviembre: en Francia, Raymond Poincaré vuelve a ser presidente del Consejo.
- 11 de noviembre: en Panamá, nace Carlos Fuentes novelista mexicano
- 14 de noviembre: en Afganistán, la tribu de los Saqqawists[4] se rebela contra el gobierno, dando inicio a la Guerra civil afgana de 1928-1929.[5]
- 16 de noviembre: en la Ciudad del Vaticano, el papa Pío XI califica públicamente de inmoral el hecho de que las mujeres reciban cursos de educación física.
- 16 de noviembre: en Alemania, la empresa bávara BMW, que después de 1916 fabricaba motores de aviones y motocicletas, adquiere la usina Dixi y se lanza a producir automóviles.
- 18 de noviembre: en el cine Colony de Nueva York (Estados Unidos) se proyecta el cortometraje de dibujos animados Steamboat Willie, el primer dibujo animado sonoro. Hace su aparición el personaje Mickey Mouse.
- 23 de noviembre: se cierra el acuerdo para la disputa de la primera Liga de Fútbol en España.
- 28 de noviembre: en Turquía, Mustafa Kemal Atatürk instaura la utilización del alfabeto latino para la escritura de la lengua turca, en lugar de las adaptaciones del alfabeto árabe.
- 28 de noviembre: Maurice Ravel estrena su obra más famosa, el Bolero en la Ópera Garnier (París) para un ballet de Ida Rubinstein.

### Diciembre
- 1 de diciembre: Un terremoto de 7,6 sacude la Región del Maule en Chile, dejando 279 muertos y más de 1000 heridas.
- 1 de diciembre: Toma posesión Emilio Portes Gil como Presidente de México como su cuadragesimoctavo presidente.
- 2 de diciembre: en Italia se instituye la provincia de Viterbo por la ley n.º 2735.
- 3 de diciembre: en el mar frente a Río de Janeiro (Brasil), se hunde cerca del barco Cap Arcona, el hidroavión de Alberto Santos-Dumont (el «padre de la aviación»), con un grupo de intelectuales brasileros que saludaban a su llegada al país.
- 5 de diciembre: en Cleveland (Estados Unidos) la policía dispersa una reunión de delincuentes sicilianos.
  - Entre el 5 y 6 de diciembre en Ciénaga, Colombia. En el gobierno de Miguel Abadía Méndez, ocurre el masacre de las bananeras, por la United Fruit Company.
- 6 de diciembre: en Bolivia, tropas paraguayas toman el fortín Vanguardia, matando a seis soldados. La Sociedad de Naciones declaró a Paraguay «país agresor». Prolegómenos de la Guerra del Chaco (1932-1938).
- 9 de diciembre: en Italia, el Gran Consejo del fascismo se vuelve «el órgano supremo que coordinará todas las actividades del régimen» bajo la dirección del jefe de gobierno. Estará a cargo de presentarle al soberano una lista de candidatos a la presidencia del consejo en caso de que el cargo quede vacante.
- 14 de diciembre: nació en Bogotá Efraín Ronderos.
- 17 de diciembre: en los Estados Unidos, el Memorándum Clark desaprueba el corolario Roosevelt y la doctrina Monroe («América para los estadounidenses»).
- 21 de diciembre: en los Estados Unidos, el Congreso aprueba la construcción de la presa Boulder Dam, más tarde rebautizada presa Hoover.
- 22 de diciembre: las grandes potencias reconocen la autonomía aduanera de China.
- 24 de diciembre: en Italia se firma la ley sobre disecación de pantanos. Se lanza un proyecto de bonificación integral destinado a reducir los terrenos baldíos. La maremme toscana, los pantanos Pontins, y la planicie del río Po son rematados y talados.
- 30 de diciembre: en Vigo, España, se inaugura el Estadio Municipal de Balaídos.
- 31 de diciembre: en Londres (Reino Unido), por primera vez se escuchan las campanas del Big Ben por la radio.

### Fechas desconocidas
- En los Estados Unidos, Case y Forest inventan el cine sonoro. Primera película sonora.
- En Calcuta (India), Mohandas Gandhi logra imponer un compromiso a las diferentes tendencias del Partido del Congreso: el objetivo es demandar al Imperio británico el estatus de dominio, pero si hacia fines de 1929 los británicos no cedieran, el congreso reclamará la independencia total.
- En España se inaugura el servicio telefónico transatlántico entre España y los Estados Unidos.
- En México, Joaquín y Agustín Palacios Roji Lara crean la Guía Roji.
- En Grecia, el médico Georgios Papanicolau crea el test (que actualmente lleva su nombre) para descubrir los tumores de útero y de la vagina.
- En China, las fuerzas de Chiang Kai-shek toman Pekín y él es nombrado Generalísimo.
- En Liberia (África), Charles King es elegido presidente por 600 000 votos (el total del país solo tenía 15 000 votantes).
- Alemania vuelve a ser la primera potencia mundial en química, óptica, electrotécnica e industrias mecánicas. Posee el 10 % del comercio mundial. En 1913 (antes de la guerra) tenía el 13 %.
- En Berlín (Alemania) el rey afgano Amanullha y el príncipe etíope Rastafari Makonnen (que en 1930 se autonombrará «emperador Haile Selassi») realizan una visita de estado.
- En España, Federico García Lorca publica el Romancero gitano.
- En Barcelona, el general Primo de Rivera hace tirar abajo las Cuatro Columnas en Montjuïc, de Puig i Cadafalch, en el marco de la eliminación sistemática de todos los símbolos públicos del catalanismo.
- En Brasil, la superproducción de café provoca el desplome de la economía del país.
- En Brasil, Oswald de Andrade, Tarsila do Amaral y Raul Bopp lanzan el movimiento antropofágico.
- En Brasil, la avenida Rio Branco (en Río de Janeiro) recibe la primera decoración oficial para el carnaval, realizada por Luiz Peixoto.
- En Minnesota (Estados Unidos), Ralph Samuelson inventa el esquí náutico.
- En Perú, Víctor Raúl Haya de la Torre publica El antiimperialismo y el APRA, que sugiere la participación de las mayorías en un frente contra Estados Unidos.
- En India, la Comisión John Simon recomienda el establecimiento de gobiernos responsables en las provincias. Todos los partidos políticos deciden boicotear la Comisión Simon.
- Francia y Yugoslavia firman un tratado.
- En África sucede una invasión de langostas migratorias en todo el Sahel (durará cinco años, hasta 1933).
- Gabón: revuelta de los awandjii en la región del Alto Ogoué, en contra de las medidas impuestas por el gobierno contra un líder popular, Wongo, que se oponía al trabajo forzado. Él lideró una guerrilla en la selva hasta agosto de 1929, en que fue asesinado por una sangrienta represión.
- En Canadá, la Corte Suprema determina que —de acuerdo con la constitución británica— las mujeres no son individuos.
- En Uganda se desata una revuelta provocada por el culto nyabingui (que existe en Ruanda, Tanganika y Uganda).
- En Kan-su se desata una insurrección musulmana (200 000 víctimas).
- Portugal y Sudáfrica firman un acuerdo: el gobierno portugués entregará un contingente de mano de obra mozambicana para las minas de Transvaal.
- En Congo Belga, la Sociedad General de Bélgica controla prácticamente todo Katanga y sus minas de cobre, el 80 % del sector minero y el 65 % de los capitales invertidos en el país.
- La empresa Coca Cola logra entrar en Europa a través de las Olimpíadas de Ámsterdam.
- En los Estados Unidos, Eliot Ness empieza a liderar las unidades prohibicionista en Chicago (Illinois).
- En la Unión Soviética comienza la colectivización de los campos agrícolas. Creación de los koljóz y de los sovjóz. Al final de este plan (cuatro años y tres meses) los 210 000 koljoz cultivan el 70 % de las tierras y 4300 sovjoz 10 %, sostenidos por 2400 estaciones de máquinas agrícolas.
- En la Unión Soviética, Stalin y Nikolái Bujarin se enfrentan por los problemas ligados a la cosecha de cereales y el ritmo de la industrialización. Comienzan los ataques contra los desviados de derecha (Bujarín, Alexei Rykov y Míjail Tomsky).
- Indonesia: el gobierno autoriza a las empresas estadounidenses a investigar, extraer y refinar petróleo.
- Egipto: aprovechando la debilidad del partido Wafd, el rey Fuad I disuelve las cámaras y nombra un gobierno únicamente liberal que gobernará por decretos.
- Líbano: es redescubierta la antigua ciudad cananea de Ugarit.
- Francia: reagrupamientos de empresas generan el nacimiento de los grupos Rhône-Poulenc y Alsthom.
- Frederick Griffith lleva a cabo el experimento de Griffith que probará indirectamente la existencia del ADN.
- Suiza: apertura del segundo Goetheanum en Dornach (proyecto de Rudolf Steiner).
- Alemania: Josias Braun-Blanquet publica su Pflanzensoziologie (Sociología de las plantas).
- Reino Unido: George Paget Thomson publica al mismo tiempo y en la misma revista científica (en Proceedings of the Royal Society London) que Clinton Davisson y Lester Germer) sobre el carácter ondulatorio de los electrones.
- En los análisis espectrográficos de la luz proveniente de otras galaxias, Edwin Hubble descubre el fenómeno del corrimiento hacia el rojo.
- George Gamow y Edward U. Condon explican desde la mecánica cuántica la descomposición de los rayos alfa con un efecto túnel.
- Hans Geiger y Walther Müller desarrollan el contador Geiger.
- Rolf Wideroe desarrolla el principio del betatrón (llamado en esa época “transformador de radiación”).
- En Nueva York (Estados Unidos) se inaugura W2XBS, el primer canal de televisión de RCA.
- Alemania: la fábrica de máquinas fotográficas de precisión Franke & Heidecke presenta la cámara Rollei (Rolleiflex).
- Se funda la empresa Motorola.
- En los Estados Unidos se otorga el primer (y último) “Premio al Mejor Título de Película” de los Óscars.
- En Italia, entre este año y el siguiente sucede una serie de 207 fusiones industriales entre 516 empresas, con un capital total de 8500 millones de liras.
- En los Estados Unidos, la Iglesia Episcopal Estadounidense ratifica una nueva revisión del Libro de Oraciones.
- En Australia, el hortelano Jack Trott encuentra en su jardín una Rhizanthella gardneri.
- En Italia, erupciona el volcán Vesubio, a 30 km de Nápoles.
- En los Estados Unidos ―donde el apartheid durará hasta 1968―, la banda terrorista Ku Klux Klan es por fin puesta fuera de la ley.
- Estados Unidos: en este año, cinco de cada diez niños puede entrar en una high school (escuela secundaria) contra uno de cada diez en 1910.
- Francia: el neerlandés Nicolas Frantz gana el Tour de Francia. Segundo el francés André Leducq y tercero el belga Maurice De Waele.

## Arte y literatura
- Walt Disney y Ub Iwerks presentan las primeras imágenes de Mickey Mouse.
- 17 de febrero: Comienza a publicarse la historieta The Phantom, obra del guionista Lee Falk y el dibujante Ray Moore.
- 31 de mayo: Nicaragua: se inaugura la Academia Nicaragüense de la Lengua.
- Federico García Lorca: Romancero Gitano.
- Bertolt Brecht: La ópera de los tres centavos (teatro).
- Hermann Hesse: Consideraciones.
- Aldous Huxley: Contrapunto.
- H. G. Wells: Mr Blettsworthy on Rampole Island.
- Virginia Woolf: Orlando.
- Mário de Andrade: Macunaíma.
- André Breton: Nadja.
- Agatha Christie: El misterio del tren azul.
- Ilf y Petrov: Las doce sillas.
- D. H. Lawrence: El amante de Lady Chatterley.
- Erich Maria Remarque: Sin novedad en el frente.
- Jacinto Benavente: Pepa Doncel.
- Andréi Platónov: Chevengur.
- Manuel y Antonio Machado: Las adelfas.
- Tarsila do Amaral (artista plástica brasilera): Abaporu.
- José Carlos Mariátegui: Siete ensayos de interpretación de la realidad peruana.

## Ciencia y tecnología
- 18 de septiembre: el Graf Zeppelin LZ 127, dirigible alemán, vuela por primera vez.
- 28 de septiembre (según otros esto pudo haber ocurrido el 3 o el 5 de septiembre): en el Reino Unido, Alexander Fleming descubre el efecto antibiótico de la penicilina.

- Italia: Enrico Fermi publica Introducción a la física atómica.

## Música
- 13 de enero: se estrena en Valencia la ópera Marianela, de Jaume Pahissa.
- 7 de abril: se estrena en Barcelona la zarzuela La del soto del parral, con Fernández Sevilla y Anselmo C. Carreño y música de los maestros Soutillo y Vert.
- 22 de noviembre: se estrena el Bolero, de Maurice Ravel.
- Dmitri Shostakóvich: La nariz (ópera basada en la obra de Nikolái Gógol).
- Alemania: Walther Nernst construye un piano de cola Bechstein con sonido electrónico.
- Serguéi Prokófiev: Sinfonía n.º 2.
- Igor Stravinsky: Apollon Musaget (ballet).
- Heitor Villa-Lobos: Choros n.º 11 para piano y orquesta.
- Cow Cow Davenport graba su Cow Cow Blues, uno de los temas emblemáticos del boogie-woogie.
- Pinetop Smith graba su Pinetop's Boogie-Woogie, tema que le daría nombre al boogie-woogie.

## Cine
- El circo, de Charles Chaplin.
- Octubre, de Sergéi Eisenstein.
- Power, de Howard Higgin.

## Nacimientos

### Enero
- 1 de enero: Carlos Barral, poeta y editor español (f. 1989).
- 2 de enero: 
  - Daisaku Ikeda, budista, filósofo, escritor y pacifista. (f. 2023)
  - Tamio Ōki, actor de voz japonés (f. 2017).
- 3 de enero: José Lladró, ceramista y empresario español (f. 2019).
- 5 de enero: 
  - Quaid-e-Awam Zulfiqar Ali Bhutto, presidente y primer ministro de Pakistán (f. 1979).
  - Ante Garmaz, conductor televisivo, actor, modelo y diseñador de moda argentino de origen croata (f. 2011).
  - Walter Mondale, senador, candidato presidencial y 42.º vicepresidente estadounidense.(f.2021)
- 6 de enero: Alfonso Grosso, escritor español (f. 1993).
- 7 de enero: William Peter Blatty, escritor estadounidense (f. 2017).
- 8 de enero (según otros, el 9 de enero): Domenico Modugno, cantante, cantautor y actor italiano (f. 1994).
- 10 de enero: 
  - Manuel Alcántara, escritor español (f. 2019).
  - Carlos Büsser, militar y delincuente argentino (f. 2012).
  - Gonzalo Sobejano, profesor y poeta español (f. 2019).
- 14 de enero: Garry Winogrand, fotógrafo estadounidense (f. 1984).
- 16 de enero: William Kennedy, escritor estadounidense.
- 16 de enero: Pilar Lorengar, soprano española (f. 1996).
- 20 de enero: 
  - Rudy Boesch, marinero jubilado y participante de Survivor (f. 2019).
  - Ómar Rayo, pintor colombiano (f. 2010).
- 21 de enero: 
  - Reynaldo Bignone, Presidente de la Nación Argentina de facto (f. 2018).
  - José Vivas, arquitecto venezolano.(f.2022)
- 22 de enero: Jorge Ibargüengoitia, dramaturgo, narrador, traductor, ensayista y periodista mexicano (f. 1983).
- 23 de enero: 
  - Jeanne Moreau, actriz francesa (f. 2017).
  - Chico Carrasquel, beisbolista venezolano (f. 2005).
- 24 de enero: 
  - Michel Serrault, actor francés (f. 2007).
  - Desmond Morris, antropólogo, zoólogo y escritor estadounidense (El mono desnudo).
- 25 de enero: Adolfo Marsillach, actor español (f. 2002).
- 26 de enero: 
  - Roger Vadim, director y actor francés de cine, esposo de Brigitte Bardot (f. 2000).
  - Abdellatif Filali, político marroquí, primer ministro entre 1994 y 1998 (f. 2009).
- 27 de enero: 
  - Gastón Suárez, escritor boliviano (f. 1984).
  - Hans Modrow, político alemán de la República Democrática Alemana.(f.2023).
- 28 de enero: Miltiño, cantante brasileño de boleros (f. 2014).
- 30 de enero: Ruth Brown, cantante estadounidense de rhythm and blues (f. 2006).

### Febrero
- 1 de febrero : Petr Ginz, escritor judío, murió en Auschwitz en la Cámara de gas (f. 1944).
- 3 de febrero: José Comas Quesada, pintor acuarelista español (f. 1993).
- 4 de febrero: Oscar Cabalén, piloto de automovilismo argentino (f. 1967).
- 9 de febrero: 
  - Frank Frazetta, ilustrador estadounidense de ciencia ficción (f. 2005).
  - Rinus Michels, entrenador neerlandés de fútbol (f. 2005).
- 15 de febrero: Luis Posada Carriles, terrorista estadounidense de origen cubano (f. 2018).
- 18 de febrero: Esperanza Parada Pedrosa, pintora española (f. 2011).
- 20 de febrero: 
  - Osvaldo Berlingieri, pianista argentino de tango (f. 2015).
  - Leandro Díaz, cantante y compositor colombiano (f. 2013).
- 25 de febrero: 
  - Paul Bert Elvstrøm, regatista danés (f. 2016).
  - Herman Puig, cineasta y fotógrafo cubano (f. 2021).
- 26 de febrero: 
  - Fats Dómino, pianista estadounidense de jazz (f. 2017).
  - Ariel Sharón, primer ministro de Israel entre 2001 y 2006 (f. 2014).
- 27 de febrero: Alfred Hrdlicka, escultor, dibujante, pintor y dibujante austriaco (f. 2009).
- 28 de febrero: Sylvia Del Villard, actriz, coreógrafa y bailarina puertorriqueña (f. 1990).

### Marzo
- 1 de marzo: 
  - Seymour Papert, matemático estadounidense, fundador del Laboratorio de Inteligencia Artificial en el MIT (f. 2016).
  - Jacques Rivette, director de cine y escenógrafo francés (f. 2016).
- 3 de marzo: 
  - Chela Nájera, actriz mexicana (f. 1998).
  - Gudrun Pausewang, escritora alemana (f. 2020).
- 4 de marzo: Alan Sillitoe, escritor británico (f. 2010).
- 9 de marzo: Antonio Molina, actor y artista flamenco español (f. 1992).

- 10 de marzo: 

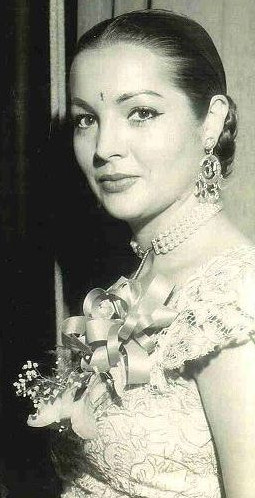
Sara Montiel

  - Sara Montiel, actriz y cantante española (f. 2013).
  - James Earl Ray, asesino estadounidense (f. 1998).
- 12 de marzo: 
  - Edward Albee, dramaturgo estadounidense (¿Quién le teme a Virginia Woolf?) (f. 2016).
  - Aldemaro Romero, compositor, músico y director de orquesta venezolano (f. 2007).
- 14 de marzo: 
  - Frank Borman, astronauta estadounidense.(f.2023)
  - Félix Rodríguez de la Fuente, Poza de la Sal, Burgos. Naturalista español (f. 1980).
- 16 de marzo: 
  - Karlheinz Böhm, actor austriaco, fundador de la organización de beneficencia “Hombres para los hombres” (MfM) (f. 2014).
  - Christa Ludwig, mezzosoprano alemana (f. 2021).
- 19 de marzo: 
  - Hans Küng, teólogo católico suizo (f. 2021).
  - Patrick McGoohan, actor, guionista y cineasta irlandés (f. 2009).
- 24 de marzo: Adrian Frutiger, tipógrafo alemán (considerado uno de los más importantes del Siglo XX) (f. 2015).
- 25 de marzo: Jim Lovell, astronauta estadounidense.(f.2025)
- 27 de marzo: 
  - Jean Dotto, ciclista francés (f. 2000).
  - Trudy Tomis, actriz argentina de origen alemán (f. 2015).
- 28 de marzo: 
  - Zbigniew Brzezinski, politólogo polaco-estadounidense, consejero de Seguridad Nacional (f. 2017).
  - Alexander Grothendieck, matemático alemán (f. 2014).
- 30 de marzo: 
  - Diether de la Motte, músico, crítico y musicólogo alemán (f. 2010).
  - Tom Sharpe, escritor anglo-sudafricano (f. 2013).

### Abril
- 1 de abril: 
  - Enio Garrote, esperantista, traductor y escritor argentino (f. 2012).
  - Eddie Pequenino, trombonista, cantante y comediante argentino (f. 2000).
- 2 de abril: Serge Gainsbourg, compositor, cantautor y actor francés (f. 1991).
- 3 de abril: Earl Lloyd, baloncestista estadounidense, primer negro en la NBA (f. 2015).
- 4 de abril: Maya Angelou, poeta y escritora estadounidense (f. 2014).
- 5 de abril: 
  - Pío Caro Baroja, cineasta español (f. 2015).
  - Vicente La Russa, actor y comediante argentino (f. 2008).
- 6 de abril: James D. Watson, bioquímico genético estadounidense, premio Nobel de Fisiología o Medicina.
- 7 de abril: 
  - Alma Bressán, guionista argentina (f. 1999).
  - James Garner, actor estadounidense (f. 2014).
  - Alan J. Pakula, productor y director estadounidense (f. 1998).
  - James White, escritor norirlandés de ciencia ficción (f. 1999).
- 9 de abril: 
  - Paul Arizin, baloncestista estadounidense (f. 2006).
  - Tom Lehrer, cantautor, humorista satírico y matemático estadounidense.(f.2025)
- 13 de abril: 
  - Matilde Conesa, actriz español (f. 2015).
  - José Agustín Goytisolo, poeta español (f. 1999).
- 15 de abril: Vida Alves, actriz brasileña (f. 2017).
- 16 de abril: Polo Ortín, actor mexicano (f. 2016).
  - Agustín Fernández, artista plástico cubano (f. 2006).
- 18 de abril: Otto Piene, artista alemán (f. 2014).
- 19 de abril: 
  - William Klein, fotógrafo y cineasta estadounidense.(f.2022)
  - Alexis Korner, músico británico de blues (f. 1984).
  - Jorge Zamora Montalvo, actor cubano-mexicano (f 2022).
- 23 de abril: Shirley Temple, actriz precoz y diplomática estadounidense (f. 2014).
- 24 de abril: Johnny Griffin, músico estadounidense de jazz (f. 2008).
- 25 de abril: Cy Twombly, representante de artistas estadounidenses de pintura contemporánea (f. 2011).
- 26 de abril: Nicolás Curiel, director y actor de teatro venezolano (f. 2021).
- 28 de abril: 
  - Carolyn Jones, actriz estadounidense (f. 1983).
  - Yves Klein, pintor, escultor y artista performador francés (f. 1962).
  - Leah Rabin, política israelí y esposa de Yitzhak Rabin (f. 2000).
  - Eugene Shoemaker, astrónomo estadounidense, descubridor del cometa homónimo (f. 1997).
- 30 de abril: Víctor Renán Barco, abogado, economista y político colombiano (f. 2009).

### Mayo
- 2 de mayo: Horst Stein, director de orquesta alemán (f. 2008).
- 4 de mayo: 
  - Maynard Ferguson, trompetista y fliscornista canadiense de jazz (f. 2006).
  - Hosni Mubarak, presidente de Egipto entre 1981 y 2011 (f. 2020).
  - Wolfgang von Trips, piloto alemán de automovilismo (f. 1961).
- 6 de mayo: Robert Poujade, político francés (f. 2020).
- 8 de mayo: Manfred Gerlach, político alemán (f. 2011).
- 9 de mayo: 
  - Colin Chapman, ingeniero británico, constructor de automóviles (f. 1982).
  - Ricardo Pancho González, tenista estadounidense (f. 1995).
  - Barbara Ann Scott, corredora de skate canadiense (f. 2012).
- 10 de mayo: Arnold Rüütel, político y presidente.(f 2024)
- 11 de mayo: Marco Ferreri, cineasta italiano (f. 1997).
- 12 de mayo: 
  - Burt Bacharach, pianista y compositor estadounidense.(f.2023).

- - Alicia Herrera Rivera, abogada feminista chilena (f. 2013).
- 13 de mayo: Enrique Bolaños Geyer, presidente de Nicaragua.(f. 2021).
- 14 de mayo: Che Guevara, guerrillero argentino-cubano. Sus padres falsificaron el acta de nacimiento para que apareciera como nacido el 14 de junio (f. 1967).
- 16 de mayo: Billy Martin, jugador de béisbol y productor estadounidense (f. 1989).
- 17 de mayo: 
  - Idi Amin, dictador ugandés (f. 2003).
  - Jo Schlesser, piloto francés de automovilismo (f. 1968).
- 18 de mayo: Pernell Roberts, actor estadounidense (f. 2010).
- 19 de mayo: 
  - Pol Pot, líder y genocida camboyano del Jemer Rojo, primer ministro entre 1975 y 1979 (f. 1998).
  - Dolph Schayes, baloncestista estadounidense (f. 2015).
- 21 de mayo: António (Ribeiro), cardenal católico portugués, patriarca de Lisboa (f. 1998).
- 23 de mayo: 
  - Rosemary Clooney, cantante y actriz estadounidense (f. 2002).
  - Nigel Davenport, actor británico de cine y televisión (f. 2013).
- 24 de mayo: Jacobo Zabludovski, periodista mexicano (f. 2015).
- 26 de mayo: Jack Kevorkian, físico estadounidense (f. 2011).
- 28 de mayo: 
  - Nemesio Fernández-Cuesta Illana, político, economista y empresario español (f. 2009).
  - Luis Pestarino, árbitro de fútbol argentino.
- 30 de mayo: 
  - Agnès Varda, directora de cine belga (f. 2019).
  - Gustav Leonhardt, músico neerlandés (f. 2012).

### Junio
- 3 de junio: Donald Judd, pintor, escultor y arquitecto estadounidense (f. 1994).
- 5 de junio: 
  - Tony Richardson, cineasta británico (f. 1991).
  - Umberto Maglioli, piloto de automovilismo italiano (f. 1999).
- 7 de junio: James Ivory, cineasta estadounidense.
- 9 de junio: Federico Bahamontes, ciclista profesional español, ganador del Tour de Francia.(f.2023)
- 10 de junio: Maurice Sendak, ilustrador estadounidense, autor de libros para niños (f. 2012).
- 11 de junio: 
  - Fabiola de Mora y Aragón, reina belga (f. 2014).
  - José Manzana Martínez de Marañón, sacerdote y filósofo español (f. 1978).
- 12 de junio: Petros Moliviatis, político griego, ministro del Exterior.(f.2025)
- 13 de junio: John Forbes Nash, matemático estadounidense, premio Nobel de Economía en 1994 (f. 2015).
- 14 de junio: 
  - José Fernando Bonaparte, paleontólogo argentino (f. 2020).
  - Ernesto Che Guevara, guerrillero argentino-cubano (aunque según su madre nació el 14 de mayo de 1928).
- 17 de junio: Juan María Bordaberry político uruguayo (f. 2011).
- 19 de junio: Tommy DeVito, músico estadounidense de rock (f. 2020).
- 20 de junio: 
  - Eric Dolphy, músico estadounidense de jazz (f. 1964).
  - Jean-Marie Le Pen, político francés de extrema derecha.(f.2025)
- 21 de junio: Salvador Aldana Fernández, historiador de arte español (f. 2020).
- 23 de junio: 
  - Aída Judith León, primera dama de Ecuador.(f.2024)
  - Ray Hyman, ilusionista, escritor y escéptico estadounidense.
- 25 de junio: 
  - Alexei Alexeyevich Abrikosov, físico ruso, premio Nobel de Física (f. 2017).
  - Peyo, diseñador, historietista y escenarista belga (f. 1992).
  - Alex Toth, historietista, ilustrador y dibujante de animación estadounidense (f. 2006).
- 28 de junio: 
  - John Stewart Bell, físico irlandés (f. 1990).
  - Hans Blix, político sueco, ministro del Exterior.
  - Gina Cabrera, actriz cubana.(f.2022)

### Julio
- 2 de julio: Line Renaud, cantante, actriz y activista francesa.
- 4 de julio: 
  - Cathy Berberian, cantante estadounidense y compositora de vanguardia (f. 1983).
  - Giampiero Boniperti, futbolista italiano y presidente del club Juventus.(f.2021)
  - Eugenia Viteri, escritora, novelista, antóloga y profesora ecuatoriana.(f2023)

- 5 de julio: 
  - Pierre Mauroy, político francés (f. 2013).
  - Juris Hartmanis, científico de la computación letón.(f.2022)
  - Rutilio Grande, sacerdote salvadoreño (f. 1977).
- 7 de julio: Patricia Hitchcock, actriz y productora cinematográfica británica.(f.2021)
- 9 de julio: 
  - Raúl Coloma, futbolista chileno.(f.2021)

- - Federico Martín Bahamontes, ciclista español y ganador del Tour de Francia.(f.2023)
- 10 de julio: 
  - Bernard Buffet, pintor francés (f. 1999).
  - Alejandro de Tomaso, piloto argentino de automovilismo (f. 2003).
- 11 de julio: Carmelita González, actriz mexicana (f. 2010).
- 12 de julio: Elias James Corey Jr., químico estadounidense, premio Nobel de Química, profesor de la Universidad de Harvard.
- 13 de julio: Sven Davidson, tenista sueco (f. 2008).
- 14 de julio: Nancy Olson, actriz estadounidense.
- 15 de julio: Carl Woese, biólogo estadounidense (f. 2012).
- 16 de julio: 
  - Anita Brookner, escritora británica (f. 2016).
  - Bella Davidovich, pianista azerí nacioalizada estadounidense.
  - Robert Sheckley, escritor estadounidense (f. 2005).
  - Concha Valdés Miranda, compositora e intérprete de música cubana (f. 2017).
  - Jim Rathman, piloto de automovilismo estadounidense (f. 2011).
- 19 de julio: Jacques Dupont, deportista francés (f. 2019).
- 20 de julio: 
  - Pavel Kohout, escritor y dramaturgo checo.
  - Alberto Cooper, agrónomo y político chileno.(f.2023)
- 23 de julio: 
  - José "Carrao" Bracho, beisbolista venezolano (f. 2011).
  - Vera Rubin, astrónoma estadounidense (f. 2016).
- 24 de julio: Griselda Gambaro, escritora argentina.
- 26 de julio: 
  - Elliott Erwitt, fotógrafo estadounidense.(f .2023)
  - Stanley Kubrick, cineasta estadounidense (f. 1999).
  - Joseph Jackson, mánager y exguitarrista estadounidense (f. 2018).
- 27 de julio: Joseph Kittinger, piloto estadounidense, pionero de globos aerostáticos.(f.2022)
- 29 de julio: Li Ka-shing, multimillonario de Hong Kong.

### Agosto
- 2 de agosto: Luigi Colani, filósofo y diseñador suizo (f. 2019).
- 6 de agosto: Andy Warhol, artista y pintor estadounidense (f. 1987).
- 7 de agosto: James Randi, escritor canadiense (f. 2020).
- 8 de agosto: Simón Díaz,  cantante, músico, compositor, poeta, humorista, caricaturista y empresario venezolano (f. 2014).
- 9 de agosto: Bob Cousy, baloncestista estadounidense.
- 11 de agosto: Lucho Gatica, cantante y actor chileno (f. 2018).
- 14 de agosto: Lina Wertmüller, cineasta y guionista italiana.[6] (f.2021)
- 15 de agosto: 
  - Nicolas Roeg, cineasta británico (f. 2018).
  - Czesława Kwoka, víctima judía de Auschwitz.
- 18 de agosto: Luciano De Crescenzo, artista y escritor italiano (f. 2019).
- 21 de agosto: Art Farmer, trompetista estadounidense de jazz (f. 1999).
- 22 de agosto: Karlheinz Stockhausen, compositor alemán (f. 2007).
- 23 de agosto: Marian Seldes, actriz estadounidense (f. 2014).
- 24 de agosto: Antonio Ozores, actor y director español (f. 2010).
- 25 de agosto: Herbert Kroemer, físico alemán, premio Nobel de Física en 2000.( f 2024)
- 31 de agosto: 
  - James Coburn, actor estadounidense (f. 2002).
  - Ramón Labayen, político español (f. 2013).

### Septiembre
- 2 de septiembre: Horace Silver, pianista de jazz y compositor estadounidense (f. 2014).
- 3 de septiembre: Gaston Thorn, político luxemburgués (f. 2007).
- 5 de septiembre: Albert Mangelsdorff, trombonista alemán de jazz (f. 2005).
- 6 de septiembre: Fumihiko Maki, arquitecto japonés.(F.2024)
- 9 de septiembre: Sol LeWitt, artista estadounidense. (f. 2007).

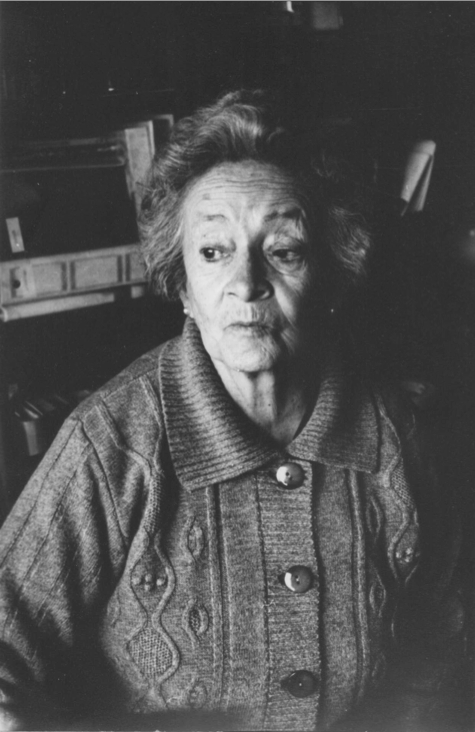
Alicia Yánez Cossío

- 10 de septiembre: Alicia Yánez Cossío, escritora, poeta y periodista ecuatoriana.
- 11 de septiembre: Myrtha Raia, pianista argentina asesinada por testificar contra la dictadura cívico-militar (f. 2013).
- 12 de septiembre: Ernie Vandeweghe, baloncestista canadiense (f. 2014).
- 13 de septiembre: Emma Olinda Viejo, poeta argentina.
- 14 de septiembre: Alberto Korda, fotógrafo cubano (f. 2001); tomó la foto más conocida del Che Guevara.
- 14 de septiembre: Günther Landgraf, rector de la Universidad de Dresde desde 1990 a 1994 (f. 2006).
- Humberto Maturana, biólogo chileno (neurobiología del centro de gravedad). (f. 2021).
- 17 de septiembre: Roddy McDowall, actor británico (f. 1998).
- 19 de septiembre: Elvira Quintillá, actriz española (f. 2013).
- 19 de septiembre: Wolfram Siebeck, humorista alemán (f. 2016).
- 20 de septiembre: Olga Ferri, bailarina argentina (f. 2012).
- 20 de septiembre: Gary Jennings, escritor estadounidense (f. 1999).
- 22 de septiembre: José Revilla Calvo, ingeniero civil peruano, afincado en El Salvador (f. 2013).
- 23 de septiembre: Julio Le Parc, escultor y pintor argentino.
- 25 de septiembre: Jorge Enea Spilimbergo, político, escritor y pensador argentino, fundador de la Izquierda nacional (f. 2004).
- 30 de septiembre: Elie Wiesel, escritor y conferencista rumano, sobreviviente de la Shoa, premio nobel de la paz (f. 2016).

### Octubre
- 1 de octubre: 
  - Laurence Harvey, actor británico de origen lituano (f. 1973).
  - Willy Mairesse, piloto de automovilismo belga (f. 1969).
  - George Peppard, actor estadounidense, representó a Hannibal Smith, en la serie Los magníficos o Brigada A (f. 1994).
- 3 de octubre: 
  - Erik Bruhn, bailarín clásico danés (f. 1986).
  - Alvin Toffler, escritor y sociólogo estadounidense (f. 2016).
  - Kåre Willoch, economista y político conservador noruego.(f.2021)
- 4 de octubre: Javier Basilio, periodista español (f. 1992).
- 7 de octubre: Sergio Corona, actor mexicano.
- 8 de octubre: Valdir Pereira, futbolista brasileño (f. 2001).
- 9 de octubre: 
  - Einojuhani Rautavaara, compositor finlandés (f. 2016).
  - Pat O'Connor, piloto estadounidense de automovilismo (f. 1958).
- 11 de octubre: Alfonso de Portago, piloto español de automovilismo (f. 1957).
- 14 de octubre: Arnfinn Bergmann, deportista noruego que compitió en salto en esquí (f. 2011).
- 20 de octubre: 
  - Julia Gutiérrez Caba, actriz española.
  - Zhu Rongji, político chino.
- 25 de octubre: 
  - Paulo Mendes da Rocha, arquitecto y urbanista brasileño (f. 2021).
  - Peter Naur, astrónomo y técnico de informática danés (f. 2016).
  - Teresa Gutiérrez, actriz colombiana (f. 2010).
- 26 de octubre: Francisco Solano López, dibujante argentino (f. 2011).
- 30 de octubre: Daniel Nathans, microbiólogo y bioquímico estadounidense, premio Nobel de Fisiología y Medicina en 1978 (f. 1999).

### Noviembre
- 3 de noviembre: 
  - Osamu Tezuka, artista japonés mangaka (historietista de manga) (f. 1989).
  - George Yardley, baloncestista estadounidense (f. 2004).
- 6 de noviembre: Robert M. Pirsig, escritor y filósofo estadounidense (f. 2017).
- 9 de noviembre: 
  - Ramiro Otero Lugones, idealista boliviano (f. 2013).
  - Anne Sexton, poetisa estadounidense (f. 1974).
- 10 de noviembre: Ennio Morricone, director de orquesta y compositor italiano de música de cine (f. 2020).
- 11 de noviembre: 
  - Carlos Fuentes, escritor mexicano nacido en Panamá (f. 2012).
  - Gracita Morales, actriz española (f. 1995).
- 17 de noviembre: 
  - Arman, artista francés del Nuevo Realismo (f. 2005).
  - Amata Kabua, primer presidente de las Islas Marshall (f. 1996).
- 27 de noviembre: Josh Kirby, dibujante y artista británico (f. 2001).
- 30 de noviembre: Peter Hans Kolvenbach, religioso neerlandés, superior general de una orden religiosa (f. 2016).

### Diciembre
- 2 de diciembre: Jörg Demus, pianista austriaco (f. 2019).
- 4 de diciembre: Alfonso Pícaro, actor argentino (f. 2012).
- 5 de diciembre: Gonzalo Parra-Aranguren, abogado venezolano, juez de la Corte Internacional de Justicia (f. 2016).
- 7 de diciembre: 
  - Noam Chomsky, escritor, politólogo, crítico político y lingüista estadounidense.
  - Gonzalo Villa Chávez, arquitecto mexicano (f. 2000).
- 10 de diciembre: Dan Blocker, actor estadounidense que representó al gordo Hoss, en Bonanza (f. 1972).
- 12 de diciembre: 
  - Helen Frankenthaler, pintora estadounidense (f. 2011).
  - Eutiquio Leal, escritor colombiano (f. 1997).
  - Andrés Rivera, escritor y periodista argentino (f. 2016).
- 13 de diciembre: 
  - Eve Meyer, playmate de la revista Playboy en junio de 1955 (f. 1977).
  - Nati Mistral, actriz y cantante española (f. 2017).
- 15 de diciembre: Friedensreich Hundertwasser, artista-arquitecto, pintor y ecologista austriaco (f. 2000).
- 16 de diciembre: Philip K. Dick, escritor estadounidense de ciencia ficción (Total Recall, Blade Runner) (f. 1982).
- 20 de diciembreː Fátima Ahmed Ibrahim, política y feminista de Sudán (f. 2017).
- 22 de diciembre: Piero Angela, periodista, escritor y conductor televisivo italiano.(f.2022)

- 24 de diciembre: Manfred Rommel, primer alcalde alemán (f. 2013).
- 25 de diciembre: Dick Miller, actor estadounidense (f. 2019).
- 28 de diciembre: Öyvind Fahlström, pintor, escritor y poeta sueco (f. 1976).
- 30 de diciembre: Bo Diddley, músico británico (f. 2008).

## Fallecimientos

### Enero
- 1 de enero: Loie Fuller, bailarina estadounidense (n. 1862).
- 3 de enero: Enrique Bianchi, ingeniero y arquitecto peruano (n. 1880).
- 6 de enero: Alvin Kraenzlein, atleta estadounidense (n. 1876).
- 11 de enero: Thomas Hardy, poeta y novelista británico (n. 1840).
- 13 de enero: Frederick Arthur Bridgman, artista estadounidense (n. 1847).
- 16 de enero: Bernardo III de Sajonia-Meiningen, último duque reinante de Sajonia-Meiningen (n. 1851).
- 23 de enero: María Guerrero, actriz española (n. 1867).
- 27 de enero: Victorino Bárcenas, militar mexicano (n. 1889).
- 28 de enero: Vicente Blasco Ibáñez: novelista, escenógrafo y director de teatro español, en el exilio (n. 1867).
- 29 de enero: Douglas Haig, general británico (n. 1861).
- 30 de enero: Johannes Andreas Grib Fibiger, médico danés, premio Nobel de Medicina en 1926 (n. 1867).
- Oscar Aguilar, militar mexicano (n. 1888).

### Febrero
- 1 de febrero: Ah Toy, prostituta y madama estadounidense (n. 1828).
- 4 de febrero: Hendrik Antoon Lorentz (74), físico y matemático neerlandés, premio Nobel de Física en 1902 (n. 1853).
- 5 de febrero: 
  - Bernabé de Jesús Méndez Montoya, sacerdote católico mexicano (n. 1880).
  - Kurt Behrens, saltador (natación) alemán (n. 1884).
- 8 de febrero: Leon Benois, arquitecto ruso (n. 1856).
- 13 de febrero: Guillermo Antolín, religioso agustino e historiador español (n. 1873).
- 15 de febrero: Herbert Henry Asquith, primer ministro del Reino Unido (n. 1852).
- 19 de febrero: Mildred Aldrich, periodista, editora, escritora y traductora estadounidense (n. 1853).
- 20 de febrero: 
  - Antonio Abetti, astrónomo y físico italiano (n. 1846).
  - Juan González Arintero, sacerdote católico dominico y teólogo español (n. 1860).
- 23 de febrero: Edward Sandford Burgess, profesor, botánico, pteridólogo, y antropólogo estadounidense (n. 1855).
- 24 de febrero: Adamo Boari, arquitecto italiano (n. 1863).
- 27 de febrero: Francisco Borrás Soler, arquitecto catalán (n. 1859).
- 29 de febrero: 
  - Adolphe Appia, escenógrafo y decorador suizo (n. 1862).
  - Armando Diaz, corredor italiano (n. 1861).

### Marzo
- 1 de marzo: Herbert Brewer, compositor y organista inglés (n. 1865).
- 6 de marzo: Sigurd Bødtker, poeta y crítico literario noruego. (n. 1866).
- 7 de marzo: Robert Abbe, cirujano y pionero en la radiología estadounidense (n. 1851).
- 8 de marzo: Philip Bech, actor teatral y cinematográfico danés (n. 1869).
- 10 de marzo: 
  - Lydia Maria Adams DeWitt, patóloga y anatomista estadounidense (n. 1859).
  - Beulah Annan, mujer estadounidense acusada de asesinato (n. 1899).
- 20 de marzo: Tadeusz Browicz, patólogo polaco (n. 1847).
- 25 de marzo: 
  - Florence Balgarnie, sufragista, oradora, activista pacifista, feminista y por la templanza inglesa (n. 1856).
  - Nina Bang, historiadora y política danesa (n. 1866).
- 28 de marzo: Domingo Anaya, militar mexicano.
- 31 de marzo: Gustave Ador, político suizo (n. 1845).

### Abril
- 1 de abril: Nils Arehn: actor teatral y cinematográfico sueco (n. 1877).
- 2 de abril: Theodore William Richards, químico estadounidense, premio Nobel de Química en 1914 (n. 1868).
- 7 de abril: Aleksándr Bogdánov, médico, filósofo, economista y político bielorruso (n.  1873).
- 13 de abril: Hedwig Bender, filósofa feminista alemana (n. 1854).
- 15 de abril: Pietro Bordino, piloto automovilístico italiano (n. 1887).
- 16 de abril: 
  - Pável Axelrod, revolucionario marxista ruso (n. 1850).
  - Gilbert Thereon Benson, botánico estadounidense (n. 1896).
- 18 de abril: Edith Blake, botánica, zoóloga, taxónoma e ilustradora irlandesa (n. 1846).
  - José Joaquín Arrospide, sacerdote y obispo uruguayo (n. 1862).
- 25 de abril: Floyd Bennett, aviador estadounidense (n. 1890).

### Mayo
- 1 de mayo: Emilio Anizan, sacerdote francés (n. 1853).
- 7 de mayo: 
  - Gertrudis Echeñique y Mujica, mujer chilena, esposa de presidente (n. 1853).
  - Alexander Spendiaryan, director de orquesta y compositor (n. 1871).
- 9 de mayo: Antonio Arana, torero español (n. 1868).
- 10 de mayo: Atilio Sixto Barilari, militar argentino (n. 1857).
- 11 de mayo: Bird Thomas Baldwin, educador, psicólogo e investigador estadounidense (n. 1875).
- 14 de mayo: Rubén Bustos Sepúlveda, político y médico chileno (n. 1862).
- 16 de mayo: Kate Bisschop-Swift, pintora neerlandesa (n. 1834).
- 18 de mayo: Moritz von Auffenberg, oficial militar austrohúngaro (n. 1852).
- 19 de mayo: Max Scheler, filósofo alemán (n. 1874).
- 24 de mayo: Alfredo Espino, poeta salvadoreño (n. 1900).
- 26 de mayo:
  - Rudolf Heinze, jurista y político alemán (n. 1865).
  - John Burnet, filólogo clásico escocés (n. 1863).
- 27 de mayo: 
  - Arthur Moritz Schönflies, matemático alemán (n. 1853).
  - Isabel Bongard, educadora alemana (n. 1849).
- 31 de mayo: Viktor Gustaf Balck, oficial del ejército sueco (n. 1844).

### Junio
- 1 de junio: Francisco de Paula Ramos de Azevedo, arquitecto brasilero (n. 1851).
- 2 de junio: 
  - Otto Nordenskjöld, investigador polar sueco (n. 1869).
  - Hans Hinrich Brüning, ingeniero, etnógrafo y lingüista alemán (n. 1848).
- 4 de junio: Chang Tso-lin, caudillo militar chino (n. 1873).
- 12 de junio: Salvador Díaz Mirón, poeta mexicano.
- 13 de junio: Randi Blehr, activista feminista, sufragista y defensora de los derechos de las mujeres noruega (n. 1851).
- 14 de junio: Emmeline Pankhurst, feminista británica (n. 1858).
- 17 de junio: 
  - Karl Pohlig, director de orquesta alemán (n. 1864).
  - Ramón de Basterra, escritor, poeta y diplomático español (n. 1888).
- 18 de junio: Roald Amundsen, explorador polar noruego (n. 1872).
- 21 de junio: Rafael Andrade Navarrete, abogado y político español (n. 1856).
- 22 de junio: A. B. Frost, ilustrador estadounidense (n. 1851).
- 24 de junio: Holbrook Blinn, actor teatral y cinematográfico estadounidense (n. 1872).
- 27 de junio: Ramiro Alonso Padierna de Villapadierna, político liberal español (n. 1859).
- 30 de junio: Theodor Becker, ingeniero civil y entomólogo alemán (n. 1840).

### Julio
- 1 de julio: Frankie Yale, gángster ítalo-estadounidense (n. 1893).
- 2 de julio: Juan Brèthes, científico autodidacta, naturalista, entomólogo, ornitólogo, zoólogo y geólogo francés (n. 1871).
- 17 de julio: Álvaro Obregón, militar y político mexicano (n. 1880).
- 20 de julio: 
  - Kostas Karyotakis, poeta griego (n. 1896).
  - Per Olof Christopher Aurivillius, entomólogo sueco (n. 1843).
- 22 de julio: Francisco Beiró, político argentino (n. 1876).
- 28 de julio: Édouard-Henri Avril, pintor y artista comercial francés (n. 1849).

### Agosto
- 4 de agosto: Bueno de Paiva, magistrado y político brasileño (n. 1861).
- 6 de agosto: Corinne Barker, actriz y diseñadora de vestuario estadounidense (n. 1890).
- 10 de agosto: Pascual Amat, abogado, militar y político español (n. 1856).
- 12 de agosto: Leoš Janáček, compositor checo (n. 1854).
- 13 de agosto: Emily Arnesen, zoóloga noruega (n. 1867).
- 20 de agosto: Thomas Butler, atleta británico (n. 1871).
- 30 de agosto: 
  - Wilhelm Wien, físico alemán, premio Nobel de Física en 1911 (n. 1864).
  - Franz von Stuck, pintor y escultor alemán (n. 1863).
- 31 de agosto: José Manuel Arango Velásquez, médico, militar y político colombiano (n. 1874).

### Septiembre
- 2 de septiembre: Antonio Baztán, político español (n. 1848).
- 5 de septiembre: 
  - Pedro Ballester, terrateniente, abogado y político argentino (n. 1849).
  - José Brunetti y Gayoso, aristócrata y diplomático español (n. 1839).
- 8 de septiembre: Ulrich von Brockdorff-Rantzau, político alemán (n. 1869).
- 13 de septiembre: Italo Svevo, escritor italiano (n. 1861).
- 20 de septiembre: Juli Batllevell, arquitecto español (n. 1864).
- 25 de septiembre: 
  - Richard Felton Outcault, escritor, historietista y pintor estadounidense (n. 1863).
  - Babil Belsué, organista y compositor español (n. 1864).
- 27 de septiembre: 
  - Willam Anderson, deportista canadiense (n. 1888).
  - Enrique Berduc, abogado y político argentino (n. 1856).

### Octubre
- 2 de octubre: Madre María, curandera argentina (n. 1854).
- 3 de octubre: Salvador Andreu, empresario de la industria farmacéutica (n. 1841).
- 5 de octubre: George Beban, actor, director, guionista y productor cinematográfico estadounidense (n. 1873).
- 10 de octubre: Salvatore D'Aquila, jefe de la mafia ítaloestadounidense (n. 1873).
- 11 de octubre: Thomas Hardy, escritor británico (n. 1840).
- 12 de octubre: Wilhelm Becker, botánico y profesor alemán (n. 1874).
- 13 de octubre: María Fiódorovna Románova, zarina rusa (n. 1847).
- 17 de octubre: Flavio A. Bórquez, empresario y político mexicano (n. 1869).
- 23 de octubre: François-Alphonse Aulard, historiador francés (n. 1849).
- 30 de octubre: Albert Bartholomé, pintor y escultor francés (n. 1848).
- 31 de octubre: Guillem de Boladeres, propietario agrario y político español (n. 1851).

### Noviembre
- 4 de noviembre: Arnold Rothstein, mafioso, hombre de negocios y apostador estadounidense (n. 1882).
- 7 de noviembre: Mattia Battistini, barítono italiano (n. 1856).
- 9 de noviembre: Federico Albert Taupp, profesor y científico alemán (n. 1867).
- 10 de noviembre: Anita Berber, bailarina, actriz de cine y teatro, modelo, escritora ocasional y prostituta alemana (n. 1899).
- 14 de noviembre: Jane Brownlow, pedagoga, escritora, traductora y sufragista británica. (n. 1854).
- 15 de noviembre: Ricardo Beltrán y Rózpide, pedagogo y geógrafo español (n. 1852).
- 18 de noviembre: Mauritz Stiller (45 años), cineasta sueco (n. 1883).
- 21 de noviembre: Hermann Sudermann, escritor y dramaturgo alemán (n. 1857).
- 22 de noviembre: Eduardo Brito del Pino, abogado y profesor uruguayo (n. 1839).
- 23 de noviembre: Nicolás Alperiz, pintor costumbrista español (n. 1865).
- 25 de noviembre: Anselmo Arenas López, profesor, escritor, periodista e historiador (n. 1844).
- 26 de noviembre: Reinhard Scheer, almirante alemán (n. 1863).

### Diciembre
- 1 de diciembre: 
  - José Eustasio Rivera, escritor colombiano (n. 1888).
  - Manuel Bescós, escritor, periodista, almacenista de vinos, político y abogado español. (n. 1866).
- 6 de diciembre: Erasmo Coronel, sindicalita colombiano.
- 10 de diciembre: Charles Rennie Mackintosh, arquitecto británico (n. 1868).
- 18 de diciembre: 
  - Nils Bergslien, pintor, dibujante, ilustrador y escultor noruego (n. 1853).
  - Louis-Anne-Jean Brocq, médico francés (n. 1856).
- 20 de diciembre: Manuel Azueta, marino mexicano (n. 1862).
- 25 de diciembre: Miles Burke, boxeador estadounidense (n. 1885).

### Fechas desconocidas
- Mashadi Jamil Amirov, intérprete de tar y compositor azerbaiyano (n. 1875).
- Antonio J. Bastinos, pedagogo, editor y escritor español (n. 1838).
- Albert A. Blanc, empresario semillerista, botánico e ilustrador belga (n. 1850).
- John Francis Bloxam, sacerdote anglocatólico y escritor inglés (n. 1873).
- Ricardo Bolado, pintor y profesor asturiano (n. 1866).

## Deportes
- Juegos Olímpicos en Ámsterdam, Países Bajos.
- Juegos Olímpicos: Uruguay obtiene la medalla de oro en fútbol por segunda vez, derrotando en la final a Argentina.
- Apertura del Estadio de Balaídos en Vigo (Pontevedra), España.
- Fundación del Club Deportivo Toledo en Toledo.
- Fundación del Club Deportivo Leganés en Leganés.
- Fundación del Real Valladolid en Valladolid.
- Fundación del Club Deportivo Motagua en Tegucigalpa

## Premios Nobel
- Física: Owen Willans Richardson
- Química: Adolf Otto Reinhold Windaus
- Medicina: Charles Jules Henri Nicolle
- Literatura: Sigrid Undset
- Paz: no otorgado (destinado al Fondo Especial de esta sección del premio).